# TMC 2
TMC 2 (per esteso: Telemontecarlo 2) è stata un'emittente televisiva privata italiana.
Nata il 1º giugno 1996 dalle ceneri di Videomusic, fu voluta dalla nuova proprietà di Vittorio Cecchi Gori con l'obiettivo di dar vita a un terzo polo televisivo costituito dai canali TMC e TMC 2 e che prevedeva, tra le altre cose, l'inserimento nel palinsesto dei film del catalogo Cecchi Gori.

## Storia

### La nascita e la programmazione musicale
Durante i mesi iniziali, i loghi di Videomusic e TMC 2 coesistettero; dall'una di notte fino alle 18:00 erano presenti entrambi i loghi mentre dalle 18:00 all'1:00 invece appariva unicamente il logo di TMC 2.
La scelta editoriale del gruppo era quella di dar vita a una televisione generalista rivolta a un target giovanile, dunque in diretta concorrenza con Italia 1, con telefilm francesi (Club Hawaii e Amori e baci) e serie statunitensi (Hardball e Booker), strisce comiche (Mandi Mandi), game show interattivi (The Lion Trophy Show, condotto da Adriana Volpe, proveniente da TMC e andato in onda per diversi anni, successivamente con il titolo Lion Network e con la conduzione di Eleonora Di Miele), dating-game (Dritti al cuore con Antonella Elia e Dario Cassini), sport (venivano trasmesse le partite principali del campionato di calcio spagnolo e il mondiale Superbike del 1998), talk show calcistici come Il processo di Biscardi e Goleada (trasmessi in un primo momento e poi entrambi migrati sulla rete ammiraglia del gruppo Cecchi Gori) e notiziari veloci (Flash - Telegiornale di TMC 2).
La scarsa copertura del segnale e un mercato pubblicitario ad appannaggio delle reti Rai e Mediaset non consentirono al canale di acquisire abbastanza visibilità e profitti. Pur chiamandosi TMC 2, il canale non aveva quasi nessun legame con il Principato di Monaco (a eccezione di un piccolo ufficio di rappresentanza a Monte Carlo, situato all'interno della storica sede centrale dell'emittente ammiraglia); tutto ciò, inoltre, non premiò il canale in termini di fidelizzazione del pubblico all'emittente. Il jingle era interpretato da Tracy Chapman.

### La programmazione generalista
Nell'estate del 1997 la rete divenne a tutti gli effetti emittente generalista. Buona parte del palinsesto rimase comunque di tipo musicale, con programmi come Coloradio con vari VJ, fra cui Lucia Schillaci, Zap Mangusta e Karim De Martino, Caffè Arcobaleno, Tutto in una notte con Lorenzo Scoles, File, Nightfile e Pool con Alex Braga, Arrivano i nostri con Marco e Giò, Vertigine e 4U con Cisco e Maramanà con Enrico Fornaro.
Nel 2000 si diffusero voci su un possibile ritorno al nome Videomusic: il marchio era scomparso da alcuni anni ma, in seguito alla decisione di chiusura della sede di trasmissione monegasca della rete ammiraglia, non vi era più motivo di utilizzare un marchio come TMC 2, peraltro mai apprezzato dal pubblico. Tali voci non ebbero seguito poiché il 6 agosto di quell'anno, a causa di sopraggiunte difficoltà economiche, Cecchi Gori dovette cedere TMC e TMC 2 a Telecom Italia, che le acquisì tramite la controllata Seat Pagine Gialle. L'anno seguente i dirigenti di MTV Italia, dopo la separazione con Rete A (che per anni l'aveva ospitato nelle sue frequenze, raccogliendo di fatto l'eredità di Videomusic), trovarono un accordo con Telecom Italia per rilevare le frequenze di TMC 2.

### La cessione a MTV Italia e la chiusura
Il marchio di Videomusic fece una breve riapparizione nella settimana dal 16 al 22 aprile 2001, appena due settimane prima che MTV prendesse il posto di TMC 2. Quella fu anche l'ultima settimana in cui andarono in onda i programmi di TMC 2: dalla mezzanotte del 22 aprile, infatti, il canale si trasformò per tutto il resto del mese in una specie di "TV fantasma" in cui la programmazione era costituita prevalentemente da musica interrotta solo dal notiziario flash.
Il 1º maggio 2001 TMC 2 iniziò a ospitare MTV Italia. Inizialmente i loghi di entrambi i canali apparvero sullo schermo: il logo di MTV era posizionato in alto a destra mentre quello di TMC 2, stavolta trasparente, in basso a destra; questa disposizione fu decisa per abituare gradualmente i telespettatori al nuovo marchio. Il logo di TMC 2 rimase in video fino alla mezzanotte del 9 settembre 2001 per poi scomparire definitivamente, lasciando visibile solo quello di MTV Italia.

## Programmazione
- Red Ronnie conduceva il programma quotidiano Help (in onda alle 16:00 dal lunedì al venerdì) e l'ormai storico show settimanale Roxy Bar che viene spostato frequentemente nel palinsesto della rete mantenendo tuttavia sempre la prima serata.
- Nel palinsesto di TMC 2 c'erano anche Lion Network e Cartoon Network, un contenitore di cartoni animati dell'omonimo canale satellitare che andava in onda anche la domenica pomeriggio su TMC (i conduttori erano Emanuela Panatta, ex ragazza di Non è la Rai, e Giuseppe Rispoli).
- Nel palinsesto della rete era possibile seguire anche partite del campionato argentino.
- Nel 1999 e nel 2000 era mandato in onda, dapprima alla mezzanotte e poi all'una del mattino Sgrang, un programma musicale dedicato alla musica heavy metal e alternativa in generale.
- Dal 1996 al 2001 la rete aveva anche un telegiornale, Flash, che veniva trasmesso 6 volte al giorno. Tale notiziario ha continuato a essere trasmesso su MTV Italia fino al 2010.